# Rodrigo de Córdoba
San Rodrigo  (Cabra, ? - Córdoba, 13 de marzo de 857) fue un apóstol mozárabe, venerado como uno de los Mártires de Córdoba. Era hermano de dos musulmanes , tenía frecuentes peleas con ambos . Fue ordenado sacerdote en Córdoba, ciudad ocupada por los musulmanes, a la que se trasladó junto a su familia.
Una noche al intentar controlar una pelea entre sus hermanos fue vapuleado por los dos y burlado públicamente, diciendo que era seguidor de la fe cristiana. Días después, al cobrar de nuevo fuerzas y conciencia se retira a las afueras de la ciudad donde empezó a tomar una nueva visión sobre la religión de Jesucristo. Al ser visto por uno de sus hermanos, fue detenido por las autoridades al hacer pública su fe, razón que daba por las mentiras que habían dicho sus hermanos de él, sobre convertirse al islam y luego retractarse, lo que lo convertiría en apóstata.
En prisión conoció a Salomón, que llevaba tiempo encerrado por un delito similar, persona con la que hizo fuerte amistad preparándose para un martirio cercano. 
El día 13 de marzo del 857 se le condenó a muerte, siendo degollado y arrojado al río Guadalquivir. Este día lo celebra la Iglesia en su honor, y ambos forman parte de la lista de los mártires de Córdoba.
Días más tarde fue enterrado y sepultado en la iglesia de San Ginés.